# Bacidia vermifera
Bacidia vermifera är en lavart som först beskrevs av William Nylander och som fick sitt nu gällande namn av Thore M. Fries. 
Bacidia vermifera ingår i släktet Bacidia och familjen Ramalinaceae. Arten är reproducerande i Sverige. Inga underarter finns listade i Catalogue of Life.